# Tacuarembó (departement)
Tacuarembó is een departement in het midden van Uruguay. De hoofdstad van het departement is de gelijknamige stad Tacuarembó.
Het departement heeft een oppervlakte van 15.438 km² en heeft 90.053 inwoners (2011). Hiermee is Tacuarembó van alle Uruguayaanse departementen het grootste, maar tegelijk ook een van de dunstbevolkte. Het departement ontstond in 1837 toen het werd afgesplitst van Paysandú.
Een van de belangrijkere zijrivieren van de Río Negro, de Tacuarembó, geeft zijn naam aan het departement en vloeit op de grens van Tacuarembó en Durazno uit in de Río Negro.
Inwoners van Tacuarembó worden tacuaremboenses genoemd in het Spaans.